# Inés Suárez
Inés Suárez, conocida erróneamente como Inés de Suárez (Plasencia, 1507-Santiago, 1580) fue una conquistadora, enfermera y militar española, conocida por su notable papel en el período de la Conquista de Chile. Formó parte de la expedición a Chile de Pedro de Valdivia, siendo la primera española en pisar dicho territorio. Además participó en la fundación de la actual ciudad de Santiago de Chile (por aquel entonces, «Santiago de Nueva Extremadura») y fue figura clave en su defensa durante el asedio mapuche de 1541.

## Biografía
Los fragmentos que se conocen de su historia son herencia casi por completo de los cronistas del siglo XVI, entre ellos, Pedro Mariño de Lobera y Jerónimo de Bibar, quienes compartieron con ella la expedición a tierras chilenas.

### Infancia y juventud
Inés Suárez nació en Plasencia en 1507. Antes de que naciera, una terrible enfermedad relacionada con el estómago, que en ese tiempo no tenía cura, afectó a su madre, por lo que ésta tuvo que apoyarse en su padre para poder criar a Inés. Su abuelo era un artesano ebanista, perteneciente a la Cofradía de la Vera Cruz. Su madre, quien le enseñó el oficio de costurera, pertenecía al pueblo llano. Tenía una hermana llamada Asunción, que era su única amiga, ya que Inés era poco sociable y no se entendía bien con las personas.
En 1526, a la edad de 19 años, conoció a quien sería su primer esposo, Juan de Málaga. De este matrimonio, influenciado por su abuelo, no nacieron hijos.

### Viaje a América
Entre 1527 y 1528 Juan, su esposo, se embarcó con rumbo a Panamá e Inés permaneció en España esperándole. Pasaron los años y sólo recibió noticias de él desde Venezuela. En 1537 consiguió la licencia del rey y se embarcó hacia las Indias en busca de su marido.
En 1537, cuando contaba con algo menos de 30 años de edad, llegó a América en búsqueda de su esposo del que sólo tuvo información con motivo de su muerte en la Batalla de las Salinas. Como compensación por ser viuda de un soldado español recibió más tarde una pequeña parcela de tierra en el Cuzco, donde se instaló, así como una encomienda de indígenas.

### Se une a la campaña de Pedro de Valdivia
En Cuzco conoció a Pedro de Valdivia, maestro de campo de Francisco Pizarro y posterior conquistador de Chile, recién vuelto tras la batalla de las Salinas (1538) y cuya encomienda era colindante con la suya. Hay quien especula que esto los habría llevado a ser amantes.   No se han hallado evidencias de que llegasen a conocerse antes de 1538.
A finales de 1539 decidió marchar junto a Pedro de Valdivia en su expedición a las tierras de Chile. Para ello Valdivia solicitó autorización para ser acompañado por Inés, la que Pizarro concedió mediante carta, aceptando que la mujer le asistiese como sirviente doméstico, pues de otro modo la Iglesia hubiese objetado a la pareja. En el viaje, Inés prestó diversos servicios a la expedición, por lo que fue considerada entre sus compañeros de viaje, según Tomás Thayer Ojeda, como «una mujer de extraordinario arrojo y lealtad, discreta, sensata y bondadosa, y disfrutaba de una gran estima entre los conquistadores». Hazañas como hallar agua en medio del desierto, salvando a la tropa de perecer de sed, o descubrir una conspiración contra Valdivia, son aspectos que le granjearon respeto.

### Llegada al Valle del Mapocho
A los once meses de viaje (diciembre de 1540), la expedición arriba al valle del río Mapocho, donde fundaron la capital del territorio sobre una ciudadela inca; con el nombre de Santiago de Nueva Extremadura. Este valle era extenso, fértil y con abundante agua potable; pero ante la hostilidad de los naturales, la ciudad se estableció entre dos cerros (Cerro San Cristóbal y el Cerro Santa Lucía) que facilitaban disponer posiciones defensivas, contando con el río Mapocho a modo de barrera natural. 

### Primer intento de fundación de Santiago
Arriba del Cerro Blanco estaba un pucará inca que custodiaba el guangualí en que vivían los picunche. Abajo, en la ladera suroriente donde actualmente se encuentra la Iglesia La Viñita Valdivia estableció a Inés Suárez para evitar habladurías. Cuando llegó se encontró en medio de una guerra civil en la que poco podía hacer. Desde su llegada se limitó a observar y planeó construir Santiago entre el Cerro Blanco y el San Cristóbal. Se enteró de que la ciudad inca de Mapocho era un sitio solar y sagrado desde hacía mucho. Así que en forma sincrética se aprovechó de ello, cruzando el Mapocho encomendándose a Santa Lucía, y nominando el peñón que dominaba la ciudad inca con su nombre.

### La defensa de Santiago
El 9 de septiembre de 1541, Valdivia, cuarenta jinetes y tropas auxiliares incas abandonaron la ciudad para sofocar una rebelión de los indígenas cerca de Cachapoal. Apenas llegada la mañana del día siguiente, una joven yanacona volvió con la noticia de que los bosques periféricos al asentamiento se encontraban llenos de indígenas hostiles. Al preguntar a Inés si consideraba que siete curacas (dentro de los cuales se encontraba el gobernador del Collasuyo, Quilicanta) que se encontraban prisioneros debían ser liberados en señal de paz, ella lo consideró como una mala idea, ya que, en caso de ataque, los líderes recluidos serían su única posibilidad de pactar una tregua. El capitán Alonso de Monroy, a quien Valdivia había dejado al mando de la ciudad, consideró acertada la suposición de Suárez y decidió convocar un consejo de guerra.

### Prolegómenos
Antes del alba del 11 de septiembre, jinetes españoles salieron de la ciudad para enfrentarse a los indígenas, cuyo número en un principio se estimaba en 8000 hombres, y posteriormente 20 000. Pese a contar los españoles con caballería y mejores armas, los indígenas eran una fuerza superior, y al anochecer lograron que el ejército rival se batiese en retirada cruzando el río hacia el este para refugiarse de nuevo en la plaza. Entre tanto, los indígenas, lanzando flechas incendiarias, consiguieron prender fuego a buena parte de la ciudad, dando muerte a cuatro españoles y varios animales. Tan desesperada parecía la situación que el sacerdote local, Rodrigo González Marmolejo, afirmó que la batalla era como el Día del Juicio y que tan solo un milagro podía salvarlos.

### Muerte de Quilicanta y curacas rehenes

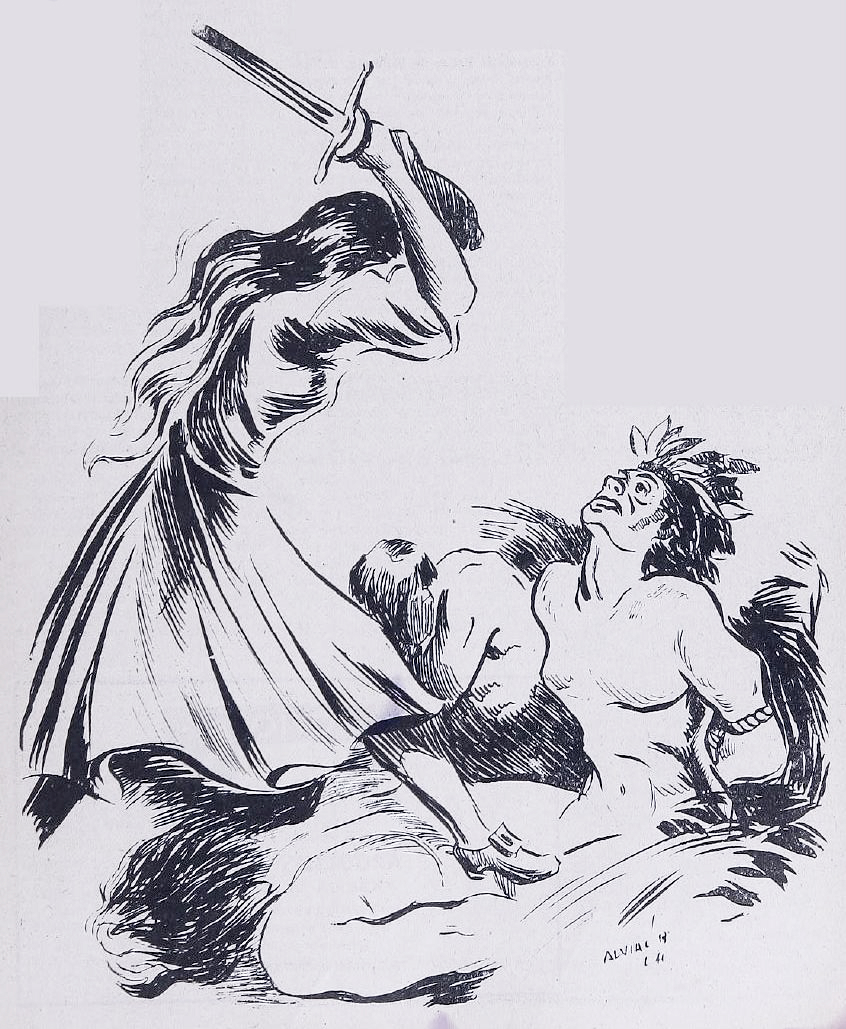
Inés Suárez durante la decapitación de Quilicanta.

Durante el ataque, la labor de Inés había consistido en atender a heridos y desfallecidos, curando sus heridas y aliviando su desesperanza con palabras de ánimo, además de llevar agua y víveres a los combatientes y ayudando incluso a montar a caballo a un jinete cuyas serias lesiones le impedían hacerlo solo. Pero aún tendría que desempeñar un papel decisivo en la lucha: viendo en la muerte de los siete curacas, la única esperanza de salvación para los españoles, Inés propuso decapitarlos y arrojar sus cabezas entre los indígenas para causar el pánico entre ellos.
Muchos hombres daban por inevitable la derrota y se opusieron al plan, argumentando que mantener con vida a los líderes indígenas era su única baza para sobrevivir, pero Inés insistió en continuar adelante con el plan; se encaminó a la vivienda en que se hallaban los cabecillas, y que protegían Francisco Rubio y Hernando de la Torre, dándoles la orden de ejecución. Testigos del suceso narran que De la Torre, al preguntar la manera en que debían dar muerte a los prisioneros, recibió por respuesta de Inés, «De esta manera», tomando la espada del guardia y decapitando ella misma al primero, el gobernador inca del Collasuyo, Quilicanta, y después a todos los curacas tomados como rehenes, y que retenía en su casa, por su propia mano, arrojando luego sus cabezas entre los atacantes. No obstante, el historiador Benjamín Vicuña Mackenna niega que haya sido Inés Suárez quien realizó esta sangrienta acción.
Afirma un testimonio que «salió a la plaza y se dispuso frente a los soldados, enardeciendo sus ánimos con palabras de tan exaltadas alabanzas que la trataron como si fuese un valiente capitán, y no una mujer disfrazada de soldado con cota de hierro». Avivado el coraje de los españoles, estos aprovecharon el desorden y la confusión causada entre los indígenas al topar con las cabezas decapitadas de sus caciques, logrando poner en fuga a los atacantes. La acción de Inés en esta batalla sería reconocida tres años después (1544) por Valdivia, quien la recompensó concediéndole una condecoración.

### Unión ilegítima con Valdivia y sentencia de La Gasca

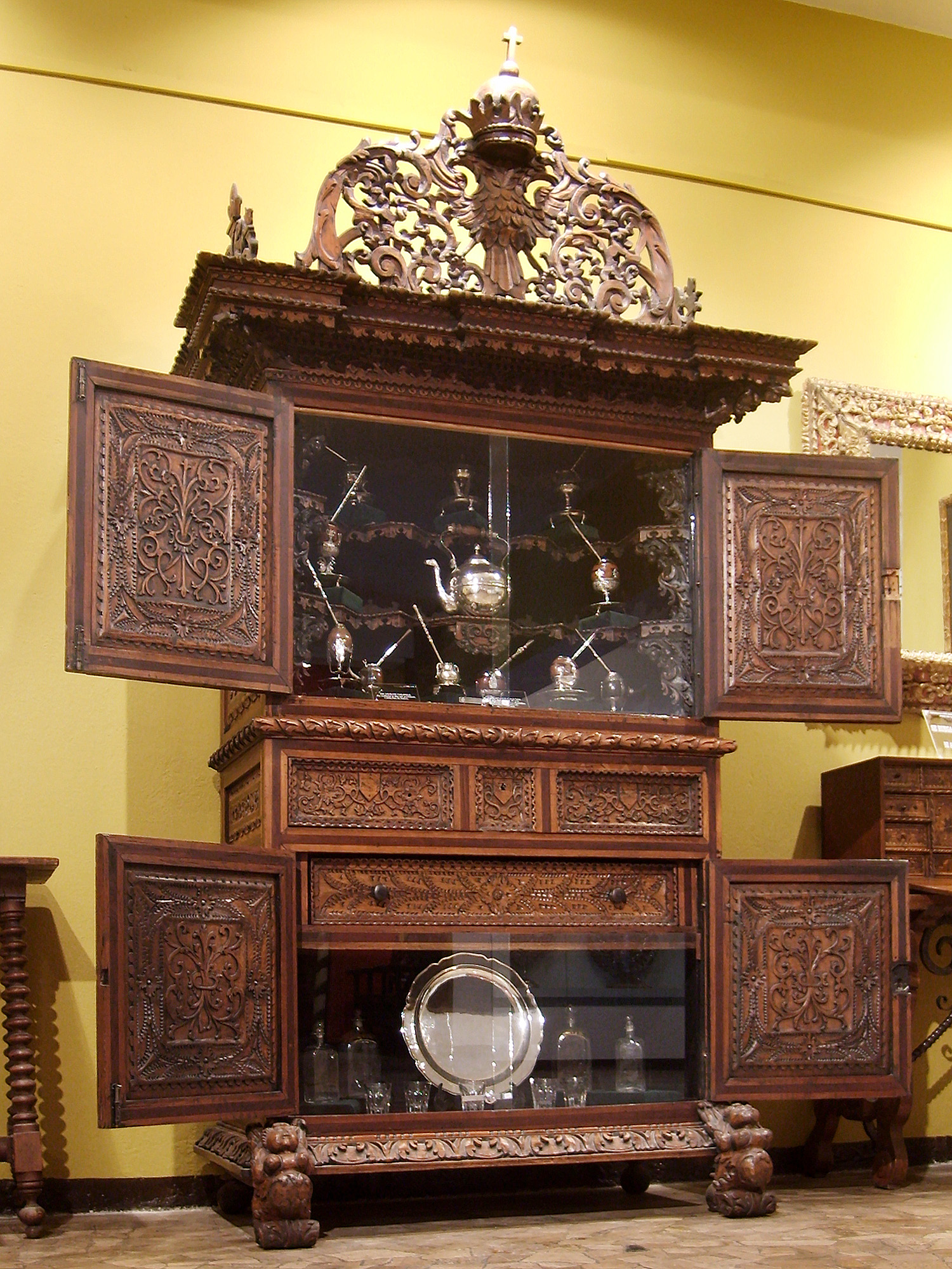
Gabinete de Inés Suárez en el Museo del Carmen de Maipú.

Aunque Pedro de Valdivia tenía por esposa a Marina Ortiz de Gaete, quien residía en España, cohabitaba con Inés Suárez sin reparos. Su relación solo terminó cuando Valdivia fue sometido a un juicio en Perú del cual fue absuelto con la condición de abandonar a Suárez. Al regreso de Valdivia en 1549, ella se casó con Rodrigo de Quiroga, afamado conquistador que llegó a ser Gobernador, extendiendo a su mujer el título de Gobernadora. Estuvieron unidos 30 años.
A la luz de los hechos posteriores, la unión ilegítima de más de diez años entre Pedro de Valdivia e Inés Suárez no era bien vista entre algunos vecinos de marcado fervor religioso, hecho que se sumaba a otras críticas hacia el gobernador.
Valdivia salió hacia el Perú en 1548 junto a Gerónimo de Alderete a buscar ayuda y afianzamiento como gobernador ante el representante de la corona en el Perú. Se entrevista con Pedro de la Gasca, quien después de probar su fidelidad y gracias a la intervención del mismo Valdivia en la batalla de Jaquijahuana que derrota a Gonzalo Pizarro, se gana su estima y lo reconoce como gobernador de la Capitanía General de Chile, fijando sus límites y permitiéndole pertrecharse. 
No obstante, la llegada de vecinos enemistados con Valdivia desde Chile provoca un juicio de residencia a Pedro de Valdivia, quien ya había tomado el camino del sur, y tiene que volver desde Arequipa a enfrentarse a los cargos en su contra, entre ellos la unión ilegítima con Inés Suárez. El virrey Pedro de la Gasca, después de escuchados los alegatos, lo exonera de todos los cargos, excepto en lo relacionado con Inés Suárez. La Gasca ordena imperativamente a Pedro de Valdivia que termine su relación con Inés Suárez, ordenándole casarla con un vecino de su elección, recomendándole seguir las directivas de la iglesia respecto de su legítimo matrimonio con Marina Ortiz de Gaete. El virrey, como sacerdote, no podía hacer la vista gorda ante una relación extramarital pública y notoria.
Ante esto, Valdivia prometió su palabra de caballero de dar cumplimiento cabal a la sentencia dictada y de traer a su esposa a América. Después de volver del Perú en 1549, acata lo acordado con la sentencia de La Gasca y arregla el matrimonio de Suárez con uno de sus mejores capitanes, Rodrigo de Quiroga, quien era unos años menor que ella. Para entonces Inés tenía 42 años.
Fue condenado por barragania.
Valdivia ordena a Gerónimo de Alderete, entre otras cosas, regresar a España y traer de vuelta a Marina Ortiz de Gaete, su legítima esposa, a la que nunca llegaría a ver, puesto que Valdivia murió antes de que Marina Ortiz llegase a Santiago con el séquito de García Hurtado de Mendoza.

### Últimos años
Tras casarse con Quiroga, Suárez se caracterizó por llevar una vida tranquila y religiosa. Junto a su marido, quien fue persona principal en Chile, contribuyó a la construcción del templo de la Merced y de la ermita de Monserrat, en Santiago. No tuvieron hijos, aunque Rodrigo de Quiroga ya tenía una hija mestiza, nacida antes del matrimonio con Inés. Suárez falleció alrededor del año 1580, con unos 75 años.

## Cuidados de enfermería coloniales
La participación de Inés Suárez en el cuidado de los soldados españoles heridos durante la conquista, la fundación del primer hospital por Pedro de Valdivia y la llegada de los hermanos de la Orden de San Juan de Dios en el siglo XVII a cargo de la administración de los incipientes Hospitales. Se la considera la primera enfermera chilena.